# جعفرآباد (زبرخان)
جعفرآباد (نیشابور)، روستایی از توابع بخش زبرخان شهرستان نیشابور در استان خراسان رضوی ایران است.

## جمعیت
این روستا در دهستان زبرخان قرار دارد و بر اساس سرشماری مرکز آمار ایران در سال ۱۳۸۵، جمعیت آن ۱۲۳ نفر (۳۱خانوار) بوده‌است.
در این روستا (جعفرآباد) در کنار امام زاده اش زمینی بسیار تاریخی دارد که حتماً پیشنهاد میکنم به آنجا سر بزنید آن بنا نشانگر تمدن بسیار قدیمی است و محیطی جذاب برای گردشگری است 